# Szomolnokite
La szomolnokite est un minéral de la classe des sulfates, qui appartient au groupe de la kiesérite. Il a été nommé en 1877 par József Krenner d'après la ville de Szomolnok (à l'époque en Hongrie et actuellement en Slovaquie), où il a été découvert.

## Caractéristiques
La szomolnokite est un sulfate de formule chimique FeSO4·H2O. Elle cristallise dans le système monoclinique. Sa dureté sur l'échelle de Mohs est de 2,5. Elle forme une série de solution solide complète avec le pôle magnésium, la kiesérite (MgSO4·H2O).

## Classification
Selon la classification de Nickel-Strunz, la szomolnokite appartient à "07.CB: Sulfates (séléniates, etc.) sans anions additionnels, avec H2O, avec des cations de taille moyenne", avec les minéraux suivants : dwornikite, gunningite, kiesérite, poitevinite, szmikite, cobaltkiesérite, sandérite, bonattite, aplowite, boyléite, ilésite, rozénite, starkeyite, drobecite, cranswickite, chalcanthite, jôkokuite, pentahydrite, sidérotile, bianchite, chvaleticéite, ferrohexahydrite, hexahydrite, moorhouséite, nickelhexahydrite, retgersite, biebérite, boothite, mallardite, mélantérite, zinc-mélantérite, alpersite, epsomite, goslarite, morénosite, alunogène, méta-alunogène, aluminocoquimbite, coquimbite, paracoquimbite, rhomboclase, kornélite, quenstedtite, lausénite, lishizhénite, römerite, ransomite, apjohnite, bilinite, dietrichite, halotrichite, pickeringite, redingtonite, wupatkiite et méridianiite.

## Formation et gisements
C'est un produit commun de l'altération des sulfures de fer comme la pyrite, la marcassite ou la pyrrhotite. Elle a été découverte dans la ville de Smolník, située dans le district de Gelnica, dans la région de Košice en Slovaquie, où elle est généralement associée à la rhomboclase.